# 台記
『台記』（たいき）は、宇治左大臣藤原頼長の日記。『宇槐記』、『槐記』とも言う。『台記』の名称は、大臣の唐名のひとつ「三台」による。

## 概説
保元の乱の首謀者・頼長の記録で、保延2年（1136年）から久寿2年（1155年）まで19年にわたる。自筆原本は失われて存在しない。保元の乱前夜の摂関家や当時の故実を知る上で優れた史料である。頼長が稚児や舞人、源義賢ら武士や貴族たちと男色を嗜んでいたことも書かれており、当時の公家の性風俗を知る上で貴重なものとされる。
また藤原忠通のもとに、鸚鵡と孔雀が献上された際に、鸚鵡を観察したときのことを記している。それによると鸚鵡の舌は人間の舌に似ているから、よくものを言うのだろうとある。鳴声は、中国から渡来したものなので中国語を話し、日本人には聞いてもわからないのだろうと考えた。平安期の日本の鸚鵡の観察記事としても珍しい資料である。ともあれ、逸話の記載も多く、かつ孤高の英才政治家の栄達と失脚の記として官界の実態を活写している。
倉本一宏によれば、公家の日記は後日清書や整理を行った際に不必要な記述は削除されることが多いが、頼長の場合には第一線を退いた後にそうした作業を行う意図があったものの、保元の乱で不慮の死を遂げてしまったためにそうした作業が行われないまま後世に残ってしまったのではないかとしている。
『史料大観』、『増補史料大成』に所収されている。『史料纂集』は第1巻のみ刊行。